# Women’s United Soccer Association 2002
Die Women’s United Soccer Association 2002 war die zweite Saison der US-amerikanischen Frauenfußballliga Women’s United Soccer Association. Die reguläre Saison begann am 13. April 2002 und endete am 11. August 2002. Die Play-off-Runde wurde in der Zeit vom 17. bis 24. August 2002 ausgespielt. Meister der Liga wurde das Team Carolina Courage aus North Carolina, das sich im Finale mit 3:2 gegen Washington Freedom durchsetzte.

## Franchises und Spielstätten
Der Vorjahresmeister, die Bay Area CyberRays, änderten vor Beginn der Saison ihren Namen in San Jose CyberRays.
| Franchise           | Ort                       | Stadion                            | Kapazität |
| ------------------- | ------------------------- | ---------------------------------- | --------- |
| Atlanta Beat        | Atlanta, Georgia          | Alonzo Herndon Stadium             | 15.011    |
| Boston Breakers     | Somerville, Massachusetts | Nickerson Field                    | 10.412    |
| Carolina Courage    | Cary, North Carolina      | SAS Soccer Park                    | 7.130     |
| New York Power      | Uniondale, New York       | Mitchel Athletic Complex           | 10.102    |
| Philadelphia Charge | Villanova, Pennsylvania   | Villanova Stadium                  | 12.500    |
| San Diego Spirit    | San Diego, Kalifornien    | Torero Stadium                     | 6.000     |
| San Jose CyberRays  | San José, Kalifornien     | Spartan Stadium                    | 30.456    |
| Washington Freedom  | Washington, D.C.          | Robert F. Kennedy Memorial Stadium | 56.692    |

| Beat |

| Breakers |

| Courage |

| Power |

| Charge |

| Spirit |

| CyberRays |

| Freedom |

| Beat |

| Breakers |

| Courage |

| Power |

| Charge |

| Spirit |

| CyberRays |

| Freedom |

## Modus
In der regulären Saison, die vom 13. April bis zum 11. August dauerte, absolvierte jedes Team insgesamt 21 Spiele, je drei Spiele (zwei Heim- und ein Auswärtsspiel bzw. ein Heim- und zwei Auswärtsspiele) gegen jedes andere Team. Somit hatten vier Teams insgesamt 11 Heimspiele, die vier anderen Teams nur 10 Heimspiele.
Die vier am Ende der Saison bestplatzierten Teams qualifizierten sich für die Play-offs. Die Halbfinalspiele, in denen der Erst- auf den Viertplatzierten und der Zweit- auf den Drittplatzierten trafen, fanden am 17. August statt. Die beiden Sieger trafen im Finale aufeinander, welches am 24. August ausgetragen wurde.

## Statistiken

### Tabelle
| Pl. | Verein              | Sp. | S  | U | N  | Tore    | Diff. | Punkte |
| --- | ------------------- | --- | -- | - | -- | ------- | ----- | ------ |
| 1.  | Carolina Courage    | 21  | 12 | 4 | 5  | 040:300 | +10   | 40     |
| 2.  | Philadelphia Charge | 21  | 11 | 6 | 4  | 036:220 | +14   | 39     |
| 3.  | Washington Freedom  | 21  | 11 | 5 | 5  | 040:290 | +11   | 38     |
| 4.  | Atlanta Beat        | 21  | 11 | 1 | 9  | 034:290 | +5    | 34     |
| 5.  | San Jose CyberRays  | 21  | 8  | 5 | 8  | 034:300 | +4    | 29     |
| 6.  | Boston Breakers     | 21  | 6  | 7 | 8  | 036:350 | +1    | 25     |
| 7.  | San Diego Spirit    | 21  | 5  | 5 | 11 | 028:420 | −14   | 20     |
| 8.  | New York Power      | 21  | 3  | 1 | 17 | 031:620 | −31   | 10     |

### Torschützinnenliste
| Platz | Spielerin           | Verein              | Anzahl |
| ----- | ------------------- | ------------------- | ------ |
| 1     | Kátia               | San Jose CyberRays  | 15     |
| 2     | Marinette Pichon    | Philadelphia Charge | 14     |
| 3     | Birgit Prinz        | Carolina Courage    | 12     |
| 4     | Danielle Fotopoulos | Carolina Courage    | 11     |
|       | Charmaine Hooper    | Atlanta Beat        | 11     |
|       | Dagny Mellgren      | Boston Breakers     | 11     |
| 7     | Tiffeny Milbrett    | New York Power      | 10     |
|       | Abby Wambach        | Washington Freedom  | 10     |
| 9     | Mia Hamm            | Washington Freedom  | 8      |
|       | Emily Janss         | New York Power      | 8      |
|       | Kristine Lilly      | Boston Breakers     | 8      |

### Zuschauertabelle
|    | Verein              | Zuschauer | Heimspiele | pro Spiel | Auslastung |
| -- | ------------------- | --------- | ---------- | --------- | ---------- |
| 1. | Washington Freedom  | 102.264   | 11         | 9.297     | 016,4 %    |
| 2. | Boston Breakers     | 81.202    | 10         | 8.120     | 078 %      |
| 3. | San Jose CyberRays  | 78.836    | 11         | 7.167     | 023,5 %    |
| 4. | Philadelphia Charge | 75.685    | 11         | 6.880     | 055 %      |
| 5. | Atlanta Beat        | 67.842    | 10         | 6.784     | 045,2 %    |
| 6. | San Diego Spirit    | 58.832    | 10         | 5.883     | 098,1 %    |
| 7. | Carolina Courage    | 58.392    | 10         | 5.839     | 081,9 %    |
| 8. | New York Power      | 61.321    | 11         | 5.575     | 055,2 %    |

## Play-offs
Die vier bestplatzierten Mannschaften der regulären Saison qualifizierten sich für die Play-offs.

### Halbfinale
Die Halbfinalspiele fanden am 17. August 2002 statt.
|                     | Ergebnis  |                    |
| ------------------- | --------- | ------------------ |
| Philadelphia Charge | 0:1       | Washington Freedom |
| Carolina Courage    | 2:1 n. V. | Atlanta Beat       |

### Founders Cup II
Das Finale wurde am 24. August 2002 im Alonzo Herndon Stadium in Atlanta, Georgia ausgetragen.
| Carolina Courage                                    | Carolina Courage | Washington Freedom | Washington Freedom |
| --------------------------------------------------- | --- | --- | ------------------ |
| Carolina Courage                                    | \| Finale \| \| 24. August 2002 in Atlanta (Alonzo Herndon Stadium) \| \| Ergebnis: 3:2 (1:1) \| \| Zuschauer: 15.321 \| \| Schiedsrichter: Ricardo Salazar \|                                                                               | \| Finale \| \| 24. August 2002 in Atlanta (Alonzo Herndon Stadium) \| \| Ergebnis: 3:2 (1:1) \| \| Zuschauer: 15.321 \| \| Schiedsrichter: Ricardo Salazar \|                                                                                       | Washington Freedom |
| Carolina Courage                                    | Kristin Luckenbill – Erin Baxter, Staci Burt, Nel Fettig, Danielle Slaton – Unni Lehn (84. Staci Wilson), Brooke O’Hanley (46. Venus James), Hege Riise, Tiffany Roberts – Danielle Fotopoulos, Birgit Prinz Cheftrainerin: Marcia McDermott | Siri Mullinix – Emmy Barr (84. Tracey Milburn), Jennifer Grubb , Skylar Little, Carrie Moore – Ann Cook (46. Mia Hamm), Steffi Jones, Anne Mäkinen (62. Jacqui Little), Pu Wei – Bai Jie (72. Monica Gerardo), Abby Wambach Cheftrainer: Jim Gabarra | Washington Freedom |
| Carolina Courage                                    | 1:0 Riise (20.) 2:1 Fotopoulos (53.) 3:1 Prinz (58.) | 1:1 Fotopoulos (31., Eigentor) 3:2 Hamm (?.) | Washington Freedom |
| Carolina Courage                                    | Lehn (38.) | Wambach (41.), Bai Jie (55.) | Washington Freedom |
| Finale                                              | | |                    |
| 24. August 2002 in Atlanta (Alonzo Herndon Stadium) | | |                    |
| Ergebnis: 3:2 (1:1)                                 | | |                    |
| Zuschauer: 15.321                                   | | |                    |
| Schiedsrichter: Ricardo Salazar                     | | |                    |